# 瞬間交錯通訊
瞬間交錯通訊又稱擦肩通訊，是任天堂DS家族與任天堂3DS家族遊戲機的無線通訊功能，在不影响游戏进程的状态下，与自身附近区域的同一游戏的玩家交换信息，从而达成某些游戏进度或额外游戏内容的必要条件。

## 概要
对应该机能的游戏，一般都具有瞬間交錯通訊的专用模式。当玩家将游戏设定于此模式的时候，游戏将通过无线通信手段（如Wi-Fi等）收发无线电波，对周围启用同一款游戏擦肩通信的游戏机进行搜索。由此，近距离的玩家们就能在不知不觉中互相获得对方的游戏信息，从而交流遊戲資訊。
根据游戏的不同，瞬間交錯通訊的机能并不局限于交换游戏的一般信息，有些游戏还能借由此模式交换游戏道具。

## 社会现象
2009年，搭载了瞬間交錯通訊机能的日本国民级RPG游戏《勇者斗恶龙IX 星空的守护者》大卖，首月销量300多万。同一时期出现了一款借由玩家之间瞬間交錯通訊传播的「幻之游戏道具」。该地图具备特殊的游戏功能，在玩家中很受欢迎，而使得全日本各地的玩家纷纷加入擦肩通信行列，就为了取得这张地图。由此，擦肩通信在日本成为一社会流行现象，并使不少后续的游戏作品纷纷搭载擦肩通信机能。
2010年5月20日，《勇者斗恶龙9》的瞬間交錯通訊总人次突破一亿，并被记载在吉尼斯世界纪录中。

## 中繼站
為了讓玩家增加與其他玩家的接觸時間，任天堂提供硬體設備在定點來暫存玩家的資訊，以與更多接近此定點的玩家接觸交換資訊。這個服務的硬體設備被稱為瞬間交錯通訊中繼站。
此服務於2018年3月28終止服務。不影響主機本身的瞬間交錯通訊。

## 支持游戏

### 任天堂3DS
- 瞬間交錯Mii廣場[1]
- 拼圖收集之旅[1]
- 瞬間交錯傳說[1]
- 擦肩花园
- 超级街头霸王4 3D
- 寶可夢系列
- 任天狗狗 ＋ 貓貓
- 信長之野望·武將風雲錄

### 任天堂DS
- 閃電十一人系列
- 薩爾達傳說系列
- 勇者鬥惡龍系列
- 寶可夢系列
- 任天狗狗
- 動物森友會系列
- 世界樹迷宮III
- LovePlus
- 第二國度 漆黑的魔導士